# Llanganabal
Llanganabal (fl. XVI secolo) fu il toqui Moluche che guidò l'esercito Mapuche che sconfisse gli spagnoli di Martín Ruiz de Gamboa nella battaglia di Catirai del 1569.

## Biografia
Nel 1560 Llanganabal viene elencato tra i cacique che possedevano una encomienda lungo il fiume Bío Bío poco dopo lo scoppio della rivolta Mapuche del 1561. Nel 1569 Llanganabal era diventato comandante dell'esercito araucaniano, con Millalelmo ed altri capitani come subordinati. Per resistere agli spagnoli che stavano bruciando i campi e case sulla riva meridionale del Bio Bio, Millalelmo eresse una fortezza su una collina di Catirai, in un luogo difficile da raggiungere a causa di ripide salite boscose. Nonostante gli avvisi di Lorenzo Bernal del Mercado che ne aveva esaminato la posizione, furono le notizie spagnole dal Cile e la guerra di Arauco che convinsero il governatore Melchor Bravo de Saravia ad ordinare a Martín Ruiz de Gamboa di prendere il comando ed attaccare il nemico. Nel frattempo Llanganabal aveva radunato tutto il suo esercito per resistere all'attacco. Gli uomini di Gamboa furono duramente sconfitti mentre cercavano di arrampicarsi per raggiungere il forte di Llanganabal.